# Селёдочница
Селёдочница — предмет столовой посуды из фарфора, фаянса и стекла для сервировки сельди. Может иметь форму как овала, так и вытянутого многогранника или прямоугольника с округлёнными линиями, а также сложную скульптурную форму в виде рыбы. Селёдочницы бывают глубокие (с высокими бортами для селёдки с гарниром и приправами) и мелкие (с невысокими бортами для селёдки без гарнира). Селёдочницы поступают в продажу как штучно, так и в составе столовых сервизов. Порционные селёдочницы продаются наборами в шесть штук вместе с одной большой селёдочницей. В селёдочницах подают не только сельдь, но и другую рыбную гастрономию: шпроты, консервированную сайру, сардины, а также некоторые блюда, например, форшмак.
На картине К. Е. Маковского «Селёдочница» (1867), хранящейся в Государственном Русском музее, изображена девушка — разносчица солёной сельди. У В. А. Гиляровского в книге «Москва и москвичи» упоминаются селёдочницы — торговки обжоркой, салатом из обжаренного мяса или рыбы с овощами.